# Senbere Teferi
Senbere Teferi (Etiopía, 3 de mayo de 1995) es una atleta etíope, especialista en la prueba de 5000 m, con la que ha logrado ser campeona mundial en 2015.

## Carrera deportiva
En el Mundial de Pekín 2015 gana la medalla de plata en la prueba de 5000 m, quedando en el podio tras su compatriota la también etíope Almaz Ayana y por delante de otra etíope Genzebe Dibaba.